# Малиновский сельсовет (Бурейский район)
Мали́новский сельсове́т — упразднённое муниципальное образование (сельское поселение) в Бурейском районе Амурской области.
Административный центр — село Малиновка.

## История
11 ноября 2005 года в соответствии с Законом Амурской области № 92-ОЗ муниципальное образование наделено статусом сельского поселения.
Упразднён в январе 2021 года в связи с преобразованием муниципального района в муниципальный округ.

## Население
| 2002  | 2010  | 2011  | 2012  | 2013  | 2014  | 2015  |
| ----- | ----- | ----- | ----- | ----- | ----- | ----- |
| 1141  | ↗1216 | ↘1211 | ↘1184 | ↘1167 | ↗1176 | ↘1157 |
| 2016  | 2017  | 2018  |       |       |       |       |
| ↘1143 | ↗1317 | ↘1284 |       |       |       |       |

## Состав сельского поселения
| № | Населённый пункт | Тип населённого пункта       | Население |
| - | ---------------- | ---------------------------- | --------- |
| 1 | Гомелевка        | село                         | ↘2        |
| 2 | Малиновка        | село, административный центр | ↘1126     |
| 3 | Усть-Кивда       | село                         | ↘156      |